# Lois Chiles
Lois Cleveland Chiles (Houston, Texas, 15 d'abril de 1947) és una actriu i antiga model estatunidenca coneguda pels seus papers de Dra. Holly Goodhead en la pel·lícula de la saga James Bond: Moonraker de 1979 i en Creepshow 2, on interpretava Annie Lansing, una conductora que atropella un autoestopista.

## Biografia
Chiles va néixer a Houston, Texas i és filla de Barbara Wayne Kirkland i Marion Clay Chiles, el germà de la qual (oncle patern de l'actriu) Eddie Chiles, va ser president de l'equip de la MLB: Texas Rangers. Té dos germans, un dels quals un va morir mentre que l'altre és president i portaveu de la companyia Bristow Group, Inc.
Es va criar a Alice, Texas i va estudiar a la Universitat d'Austin i al Finch College de Nova York. Mentre estava en aquesta última universitat, l'editor de la revista Glamur es va fixar en ella mentre buscava un rostre jove per a l'edició universitària anual de la revista. De seguida començaria a treballar per a agències de models com Wilhelmina Models i Elite Models a París. Posteriorment treballaria per Roy London. Durant els anys 70 va estar sortint amb Don Henley fins que van trencar amb la seva relació. El 2005 va contreure matrimoni amb l'economista Richard Gilder.
Després de viure una reeixida carrera com a model, el 1972 va debutar en la pantalla gran en la pel·lícula Together for Days i un any després en The Way We Were on va compartir cartell amb Robert Redford i Barbra Streisand. El 1974 va actuar en El gran Gatsby al costat de Mia Farrow i Redford per segona vegada.
El 1978 va aparèixer en la pel·lícula Mort al Nil, basada en la novel·la de Agatha Christie; no obstant això, deu gran part de la seva popularitat al paper com a Noia Bond en la pel·lícula de 1979 Moonraker, on va encarnar a la Dra. i científica Holly Goodhead com a dolenta d'un James Bond encarnat per Roger Moore. Al principi, els productors s'havien fixat en ella per participar en la pel·lícula prèvia de James Bond, L'espia que em va estimar, però va declinar el paper per prendre's un descans. Altres films en els quals va participar va ser la producció de 1978 Coma.
Aquell mateix any va morir el seu germà petit a causa d'un limfoma no hodgkinià, raó per la qual es va prendre un retir de tres anys just en el precís moment que la seva carrera començava a enlairar-se. Temps després la seva trajectòria començaria a decaure i li costaria trobar papers a la seva altura; no obstant això, el crític Pauline Kael va fer una crítica positiva sobre la seva interpretació en la pel·lícula de 1986 dirigida per Alan Alda: Sweet Liberty. Dos anys després apareixeria en Broadcast News en el paper de Jennifer Mack amb la qual va obtenir bones crítiques. El 1987 va aparèixer en la pel·lícula de George A. Romero: Creepshow 2 basada en la novel·la de Stephen King i el 1989 en Say Anything... en un cameo.
Al llarg dels anys '90, va participar en la pel·lícula de la Disney: Wish Upon a Star de 1996 i en la pel·lícula d'acció de 1997 Speed 2 i en la comèdia Austin Powers: International Man of Mystery.
Pel que fa a la televisió, va ser l'idil·li de J.R. Erwing en la sèrie Dallas en la temporada 1982-83. També va fer participacions regulars en sèries com Hart to Hart, In the Heat of the Night i S'ha escrit un crim. El 1991 i 1996 va tornar al cinema amb Diary of a Hitman i Curdled respectivament. El 2005 va aparèixer en els dos episodis finals de la cinquena temporada de CSI: Crime Scene Investigation de la mà de Quentin Tarantino amb qui va coincidir en Curdled.
En la primavera de 2002 va parlar sobre interpretació a la Universitat d'Houston. A diferència d'algunes "Noies Bond", Chiles va declarar de manera taxativa i de broma que: "ser una Noia Bond és una manera divertida que et recordin, encara que haver de sospirar "Oh James!" és una cosa molesta, ja que no pots viure de les fantasies de la gent".

## Filmografia
| Any       | Títol                                             | Paper                                             | Notes                                                               |
| --------- | ------------------------------------------------- | ------------------------------------------------- | ------------------------------------------------------------------- |
| 1972      | Together for Days                                 | Shelley                                           |                                                                     |
| 1973      | The Way We Were                                   | Carol Ann                                         |                                                                     |
| 1974      | El gran Gatsby (The Great Gatsby)                 | Jordan Baker                                      |                                                                     |
| 1978      | Coma                                              | Nancy Greenly                                     |                                                                     |
| 1978      | Mort al Nil (Death on the Nile)                   | Linnet Ridgeway                                   |                                                                     |
| 1979      | Moonraker                                         | Dr. Holly Goodhead                                |                                                                     |
| 1981      | Hart to Hart                                      | Mary Scott / Scottie                              | Sèrie TV ，Temporada 2 （1 episodi）                                |
| 1982–1983 | Dallas                                            | Holly Harwood                                     | Sèrie TV ，Temporada 6 （22 episodis） i temporada 7 （2 episodis） |
| 1984      | Courage                                           | Ruth                                              |                                                                     |
| 1986      | Sweet Liberty                                     | Leslie                                            |                                                                     |
| 1986      | Dark Mansions                                     | Jessica Drake                                     | telefilm                                                            |
| 1987      | Creepshow 2                                       | Annie Lansing (segment "The Hitchhiker")          |                                                                     |
| 1987      | Tales from the Hollywood Hills: A Table at Ciro's | Lita Nathan                                       | telefilm                                                            |
| 1987      | Broadcast News                                    | Jennifer Mack                                     |                                                                     |
| 1989      | Say Anything...                                   | mare de Diane(no surt als crèdits)                |                                                                     |
| 1989      | Twister                                           | Virginia                                          |                                                                     |
| 1990      | Burning Bridges                                   | Claire Morgan                                     | telefilm                                                            |
| 1990      | In the Eye of the Snake                           | Claire Anzer— mare de Marc                        |                                                                     |
| 1990      | Murder, She Wrote                                 | Millie Bingham Stafford                           | Sèrie TV ，Temporada 7 （1 episodi）                                |
| 1991      | Veronica Clare                                    |                                                   | Sèrie TV ，Temporada 1 （1 episodi） i temporada 2 （1 episodi）    |
| 1991      | Bis ans Ende der Welt                             | Elsa Farber                                       |                                                                     |
| 1991      | Diary of a Hitman                                 | Sheila                                            |                                                                     |
| 1992      | Obsessed                                          | Louise                                            | telefilm                                                            |
| 1993      | In the Heat of the Night                          | Muriel Gray                                       | Sèrie TV ，Temporada 6（1 episodi）                                 |
| 1993      | Civil Wars                                        |                                                   | Sèrie TV ，Temporada 2 （1 episodi）                                |
| 1993      | Crossroads                                        | Renee                                             | Sèrie TV ，Temporada 1 （1episodi）                                 |
| 1993      | Lush Life                                         | Lucy                                              | telefilm                                                            |
| 1994      | L.A. Law                                          | "Carmilla Greer"                                  | Sèrie TV ，Temporada 8 （1 episodi）                                |
| 1995      | The Babysitter                                    | Bernice Holsten                                   |                                                                     |
| 1995      | Flipper                                           | Allison Van Rijn                                  | Sèrie TV ，Temporada 1 （1 episodi）                                |
| 1996      | Curdled                                           | Katrina Brandt                                    |                                                                     |
| 1996      | Wish Upon a Star                                  | Mittermonster                                     | telefilm                                                            |
| 1997      | Bliss                                             | Eva                                               |                                                                     |
| 1997      | The Nanny                                         | Elaine                                            | Sèrie TV ，Temporada 4 （1 episodi）                                |
| 1997      | Austin Powers: International Man of Mystery       | Steamrolled Henchman's Wife (no surt als crèdits) |                                                                     |
| 1997      | Speed 2: Cruise Control                           | Celeste                                           |                                                                     |
| 1998      | Black Cat Run                                     | Ada Bronnel                                       |                                                                     |
| 2000      | Eventual Wife                                     | Mare de Susan                                     | curt                                                                |
| 2002      | Any Day Now                                       | Judge                                             | Sèrie TV ，Temporada 4（1 episodi）                                 |
| 2002      | Warning: Parental Advisory                        | Susan Baker                                       | telefilm                                                            |
| 2005      | CSI: Crime Scene Investigation                    | Jillian Stokes                                    | Sèrie TV ，Temporada 5 (episodi: "Grave Danger"）                   |
| 2006      | Kettle of Fish                                    | Jean                                              |                                                                     |